# Charles Dillon Perrine
Charles Dillon Perrine (Ohio, 28 de julho de 1867 — Villa del Totoral, 21 de junho de 1951) foi um astrónomo estadunidense radicado na Argentina.
Trabalhou no Observatório Lick, de 1893 a 1909, servindo depois como diretor do Observatório Nacional da Argentina, atual Observatório Astronômico de Córdoba, de 1909 a 1936. Descobriu duas luas de Júpiter, atualmente conhecidas como Himalia (em 1904) e Elara (em 1905). Na época de suas descobertas foram designadas como Jupiter VI e Jupiter VII e não receberam seus nomes atuais até 1975.